# Ulrico Girardi
Ulrico Girardi (n. 3 iulie 1930, Cortina d'Ampezzo, Veneto, Italia – d. 18 decembrie 1986, Cortina d'Ampezzo, Veneto, Italia) a fost un bober ce a reprezentat Italia, medaliat olimpic. A participat la o ediție a Jocurilor Olimpice (1956) în care a câștigat o medalie de argint.

## Participări
Lista de mai jos prezintă principalele competiții la care a participat Ulrico Girardi de-a lungul carierei.
- bobsleigh at the 1956 Winter Olympics – four-man[*]